# Мухамеджан, Анатолий Борисович
Анатолий Борисович Мухамеджан, настоящее имя Хамис Харисович (род. 26 января 1946, г. Черемхово Иркутской области) — советский военный дирижёр, начальник и главный дирижёр Первого отдельно-показательного оркестра министерства обороны СССР (1985—1994 годы), художественный руководитель и главный дирижёр Московского духового оркестра имени Н. М. Михайлова. Профессор Военного института военных дирижёров. Заслуженный деятель искусств России (1987).
Родился 26 января 1946 года в г. Черемхово Иркутской области, с детства с семьёй жил в Москве. Начальное музыкальное образование получил в Московском Военно-музыкальном суворовском училище по классу баритон-тромбон (1957—1964). В 1965—1969 годах учился на военно-дирижёрском факультете Московской Государственной консерватории имени П. И. Чайковского в классе профессора Б. А. Диева. Продолжил службу в должности военного дирижёра в г. Славута (Украина). По конкурсу занял должность дирижёра в оркестр штаба Прикарпатского военного округа (г. Львов). В 1970 году возглавлял этот коллектив на всеармейском конкурсе штабных оркестров Вооруженных сил СССР. С 1975 по 1981 — начальник оркестра штаба Южной группы войск (Венгрия г. Будапешт). С 1985 начальник и главный дирижёр Первого Отдельного-показательного оркестра Министерства обороны СССР.
В 1987 году удостоен звания Заслуженного деятеля искусств Российской Федерации.
После увольнения в 1994 году в запас руководил оркестром Нового Измайловского центра (оркестр князя Корниенко). С 2005 года главный дирижёр Московского духового оркестра имени Н. М. Михайлова.
В составе оркестра педагоги отдела духовых и ударных инструментов Московской детской музыкальной школы имени Гнесиных. В 1987 году удостоен звания Заслуженный деятель искусств России. Профессор военно-дирижёрской кафедры военного института военных дирижёров. В течение 30 лет гастролировал по СССР, в странах Европы, Азии, Африки и США. Сотрудничал с выдающимися российскими музыкантами, среди которых Артур Эйзен, Владимир Маторин, Зураб Соткилава, Александр Ворошило, Любовь Казарновская, Ирина Рубцова Тимофей Докшицер, Маргарита Шапошникова, Иван Оленчик, а также мастера эстрады Иосиф Кобзон, Евгений Мартынов, Александр Малинин, Владислав Коннов и др. Имеет множество записей на Центральном радио и телевидении, более 20 альбомов (LP иCD)
С 1981 года преподаватель военно-дирижёрского факультета при Московской Государственной консерватории имени П. И. Чайковского. Профессор военно-дирижёрской кафедры Военного института (военных дирижёров).